# White Coppice
White Coppice – wieś w Anglii, w hrabstwie Lancashire, w dystrykcie Chorley. Leży 33 km na północny zachód od miasta Manchester i 292 km na północny zachód od Londynu.